# Sturzkampfgeschwader 2 »Immelmann«
Sturzkampfgeschwader 2 »Immelmann« (dobesedno slovensko: Bližinskobojni polk 2 »Immelmann«; kratica StG 2) je bil jurišni (strmoglavni jurišnik) letalski polk (Geschwader) v sestavi nemške Luftwaffe med drugo svetovno vojno.
Novembra 1943 je bil polk preimenovan v Schlachtgeschwader 2.

## Organizacija
- štab
- I. skupina
- II. skupina
- III. skupina

## Vodstvo polka
Poveljniki polka (Geschwaderkommodore)
- Oberstleutnant Oskar Dinort: 15. oktober 1939
- Oberstleutnant Paul-Werner Hozzel: 16. oktober 1941
- Oberstleutnant Ernst Kupfer]]: 13. februar 1943
- Oberleutnant Hans-Karl Stepp: 10. september 1943